# Alberto II di Meißen
Alberto II di Meißen detto il Degenerato (1240 – Erfurt, 20 novembre 1314) fu margravio di Meißen, langravio di Turingia e conte palatino di Sassonia. Era membro della casata di Wettin.

## Biografia
Era il figlio maggiore del Margravio Enrico III di Meißen e della sua prima moglie, Costanza d'Austria.
A seguito della divisione dei territori della casata di Wettin, Alberto ottenne il langraviato di Turingia e la contea palatina di Sassonia. Il fratello Teodorico ricevette il margraviato di Landsberg e l'Osterland, mentre al padre rimase la proprietà del margraviato di Meißen e di quello di Lusazia.
Nel giugno del 1255 Alberto sposò la figlia dell'Imperatore Federico II Margherita di Sicilia, dalla quale ebbe cinque eredi: Enrico, Federico, Teodorico, Margherita e Agnese. Come dote, la Pleissnerland passò alla famiglia Wettin. Dopo quello che fu un matrimonio felice, Alberto si allontanò da Margherita e s'innamorò follemente di Cunegonda di Eisenberg, con la quale intrattenne una profonda relazione e che gli diede due figli: Elisabetta e Alberto. Dopo aver scoperto l'adulterio e i figli illegittimi, la moglie Margherita lasciò Wartburg il 24 giugno 1270 e si recò a Francoforte sul Meno, dove morì l'8 agosto dello stesso anno. Così, i figli di Alberto II e Margherita vennero affidati al fratello di Alberto II, il margravio Teodorico di Landsberg, ma Enrico, il maggiore, scomparve misteriosamente in Slesia nel 1282. Alberto sposò Cunegonda nel 1274 e legittimò i propri figli.
Alberto II causò lo scoppio di una guerra di successione che lo contrappose ai propri figli quando decise di lasciare il langraviato di Turingia al figlio di secondo letto Alberto, assegnando ai figli avuti dal proprio primo matrimonio solo l'Osterland, che includeva anche l'eredità materna, e la contea palatina di Sassonia. Nel corso del conflitto, Federico venne catturato dal padre e rinchiuso a Wartburg. Tuttavia, riuscì a fuggire l'anno successivo per continuare la guerra al fianco di suo fratello Teodorico. Le diatribe dinastiche terminarono con le morti di Teodorico di Landsberg, nel 1284, e di Enrico III di Meißen, nel 1288.
Così, Alberto II divenne margravio di Meißen, mentre suo nipote Federico Tuta, figlio di Teodorico di Landsberg, ereditò il margraviato di Lusazia, che venne sottratto a Teodorico, figlio di Alberto. Nonostante l'apparente successo, Alberto II venne catturato in battaglia dal figlio Federico, che lo costrinse a firmare il trattato di Rochlitz (1º gennaio 1289) in cambio della sua libertà. Il trattato prevedeva la rinuncia da parte di Alberto II di gran parte delle proprie terre, tuttavia, ben presto fu costretto a vendere il margraviato di Meißen a Federico Tuta e la contea palatina di Turingia a Ottone IV di Brandeburgo. Federico Tuta morì nel 1291 e i suoi cugini Federico e Teodorico presero arbitrariamente possesso delle sue terre.
Sommerso dalle proprie difficoltà finanziarie, nel 1293 Alberto vendette anche il langraviato di Turingia al re dei Romani Adolfo di Nassau. Nella vendita, Alberto II incluse anche Meißen e l'Osterland, nonostante questi territori appartenessero ai suoi figli. Il contratto prevedeva che il re avrebbe potuto prendere possesso dei territori solo alla morte di Alberto II, ma la prematura morte di Adolfo di Nassau permise soltanto al suo successore, Alberto I d'Asburgo, di prendere possesso di quelle terre, pretendendo il rispetto del contratto.
Cunegonda di Eisenberg morì il 31 ottobre 1286 e quattro anni più tardi, il 1º ottobre 1290, Alberto sposò in terze nozze Elisabetta di Orlamünde, figlia di Ermanno III di Weimar-Orlamünde ed erede di Nordhalben e vedova di Hartmann XI di Lobdeburg-Arnshaugk. Lo stesso anno Alberto, figlio di Alberto II e Cunegonda, venne formalmente legittimato dal sovrano e nominato signore di Tenneberg. L'11 aprile 1291 Elisabetta, sorella di Alberto, sposò Enrico III di Frankenstein, ma il matrimonio ebbe vita breve e non diede figli; Elisabetta morì il 28 settembre 1293.  Il 9 ottobre 1296 Alberto si sposò con un'altra rampolla della famiglia Frankenstein, ma anche questo matrimonio fu senza eredi. Il 27 giugno 1305 Alberto di Tenneberg morì ad appena trentacinque anni d'età, fatto che segnò profondamente Alberto.
Come gesto di riconciliazione con il padre, il 24 agosto 1300 Federico, figlio di Alberto II e Margherita, sposò Elisabetta di Lobdeburg-Arnshaugk, figlia della sua matrigna. Nel 1307 Alberto rinunciò al langraviato di Turingia ed alla contea palatina di Sassonia in favore del figlio Federico, ottenendo in cambio un tributo annuo.
Alberto II morì a Erfurt nel 1314, all'età di settantaquattro anni.

## Matrimonio e discendenza
Da Margherita di Sicilia Alberto ebbe:
- Enrico (21 marzo 1256 - 25 gennaio/23 luglio? 1282), ereditò Pleissnerland nel 1274;
- Federico (1257 -  Wartburg, 16 novembre 1323), margravio di Meißen;
- Teodorico, detto Dietzmann (1260 - assassinato a Lipsia il 10 dicembre 1307), margravio di Lusazia;
- Margherita († in gioventù, dopo il 17 aprile 1273);
- Agnese (1264 - settembre 1332), sposò prima del 21 luglio 1282 il duca Enrico I di Brünswick-Grubenhagen.

Dall'amante, divenuta poi moglie, Cunegonda di Eisenberg, Alberto ebbe:
- Elisabetta nel 1264;
- Alberto, detto Apitz nel 1270.

Dalla terza moglie, Elisabetta di Orlamünde, Alberto non ebbe figli.

## Ascendenza
|                          |                         |                          | Genitori                       |  |  | Nonni |  |  | Bisnonni            |  |  | Trisnonni         |  |
|                          |                         |                          |                                |  |  |       |  |  | Ottone II di Meißen |  |  | Corrado di Meißen |  |
|                          |                         |                          |                                |  |  |       |  |  | Ottone II di Meißen |  |  | Corrado di Meißen |  |
|                          |                         | Liutgarda di Elchingen   |                                |  |  |       |  |  | Ottone II di Meißen |  |  |                   |  |
| Teodorico I di Meißen    |                         |                          |                                |  |  |       |  |  | Ottone II di Meißen |  |  |                   |  |
|                          |                         | Edvige di Brandeburgo    | Alberto I di Brandeburgo       |  |  |       |  |  |                     |  |  |                   |  |
|                          |                         | Edvige di Brandeburgo    | Alberto I di Brandeburgo       |  |  |       |  |  |                     |  |  |                   |  |
|                          |                         | Edvige di Brandeburgo    | Sofia di Winzenburg            |  |  |       |  |  |                     |  |  |                   |  |
| Enrico III di Meißen     |                         | Edvige di Brandeburgo    |                                |  |  |       |  |  |                     |  |  |                   |  |
|                          |                         | Ermanno I di Turingia    | Ludovico II di Turingia        |  |  |       |  |  |                     |  |  |                   |  |
|                          |                         | Ermanno I di Turingia    | Ludovico II di Turingia        |  |  |       |  |  |                     |  |  |                   |  |
|                          |                         | Ermanno I di Turingia    | Giuditta di Svevia             |  |  |       |  |  |                     |  |  |                   |  |
| Jutta di Turingia        |                         | Ermanno I di Turingia    |                                |  |  |       |  |  |                     |  |  |                   |  |
|                          |                         | Sofia di Sommerschenburg | Federico II di Sommerschenburg |  |  |       |  |  |                     |  |  |                   |  |
|                          |                         | Sofia di Sommerschenburg | Federico II di Sommerschenburg |  |  |       |  |  |                     |  |  |                   |  |
|                          |                         | Sofia di Sommerschenburg | Liutgarda di Stade             |  |  |       |  |  |                     |  |  |                   |  |
| Alberto II di Meißen     |                         | Sofia di Sommerschenburg |                                |  |  |       |  |  |                     |  |  |                   |  |
|                          | Leopoldo V di Babenberg | Enrico II di Babenberg   |                                |  |  |       |  |  |                     |  |  |                   |  |
|                          | Leopoldo V di Babenberg | Enrico II di Babenberg   |                                |  |  |       |  |  |                     |  |  |                   |  |
|                          | Leopoldo V di Babenberg | Teodora Comnena          |                                |  |  |       |  |  |                     |  |  |                   |  |
| Leopoldo VI di Babenberg | Leopoldo V di Babenberg |                          |                                |  |  |       |  |  |                     |  |  |                   |  |
|                          |                         | Elena d'Ungheria         | Géza II d'Ungheria             |  |  |       |  |  |                     |  |  |                   |  |
|                          |                         | Elena d'Ungheria         | Géza II d'Ungheria             |  |  |       |  |  |                     |  |  |                   |  |
|                          |                         | Elena d'Ungheria         | Efrosin'ja Mstislavna          |  |  |       |  |  |                     |  |  |                   |  |
| Costanza d'Austria       |                         | Elena d'Ungheria         |                                |  |  |       |  |  |                     |  |  |                   |  |
|                          |                         | …                        | …                              |  |  |       |  |  |                     |  |  |                   |  |
|                          |                         | …                        | …                              |  |  |       |  |  |                     |  |  |                   |  |
|                          |                         | …                        | …                              |  |  |       |  |  |                     |  |  |                   |  |
| Teodora Angelina         |                         | …                        |                                |  |  |       |  |  |                     |  |  |                   |  |
|                          |                         | …                        | …                              |  |  |       |  |  |                     |  |  |                   |  |
|                          |                         | …                        | …                              |  |  |       |  |  |                     |  |  |                   |  |
|                          |                         | …                        | …                              |  |  |       |  |  |                     |  |  |                   |  |
|                          |                         | …                        |                                |  |  |       |  |  |                     |  |  |                   |  |